# Britney: Piece of Me
Il Britney: Piece of Me è il primo residency show della cantautrice statunitense Britney Spears, tenutosi al The AXIS Auditorium presso il Planet Hollywood di Las Vegas.

## Storia
La serata di apertura si è svolta il 27 dicembre 2013 e i primi 4 spettacoli (27, 28, 30 e 31 dicembre) hanno registrato il tutto esaurito, facendo incassare un totale di 2 470 021 $ con 17 803 biglietti venduti. Anche le date della seconda parte (nel gennaio e febbraio 2014) hanno registrato il tutto esaurito (con 53 798 biglietti venduti e un incasso di 8 011 280 $), confermando così l'evento come quello di maggior successo mai tenuto presso il Planet Hollywood. Le date della terza parte (aprile e maggio 2014) hanno registrato 48 901 biglietti venduti e un incasso di 7 850 813 $. La durata iniziale dello spettacolo era fissata per due anni, con 78 spettacoli (dal 27 dicembre 2013 al 28 febbraio 2015). Visto l'ottimo successo il 9 settembre 2015, durante un concerto, la Spears confermò la proroga dello show per altri due anni, fino al 31 dicembre 2017. Sempre nel 2017, Britney decise di portare questo spettacolo anche in Asia, dando vita al Britney: Live in Concert, la sua nona tournée. Il tour, dopo le date asiatiche, venne ampliato anche in Nord America e in Europa.

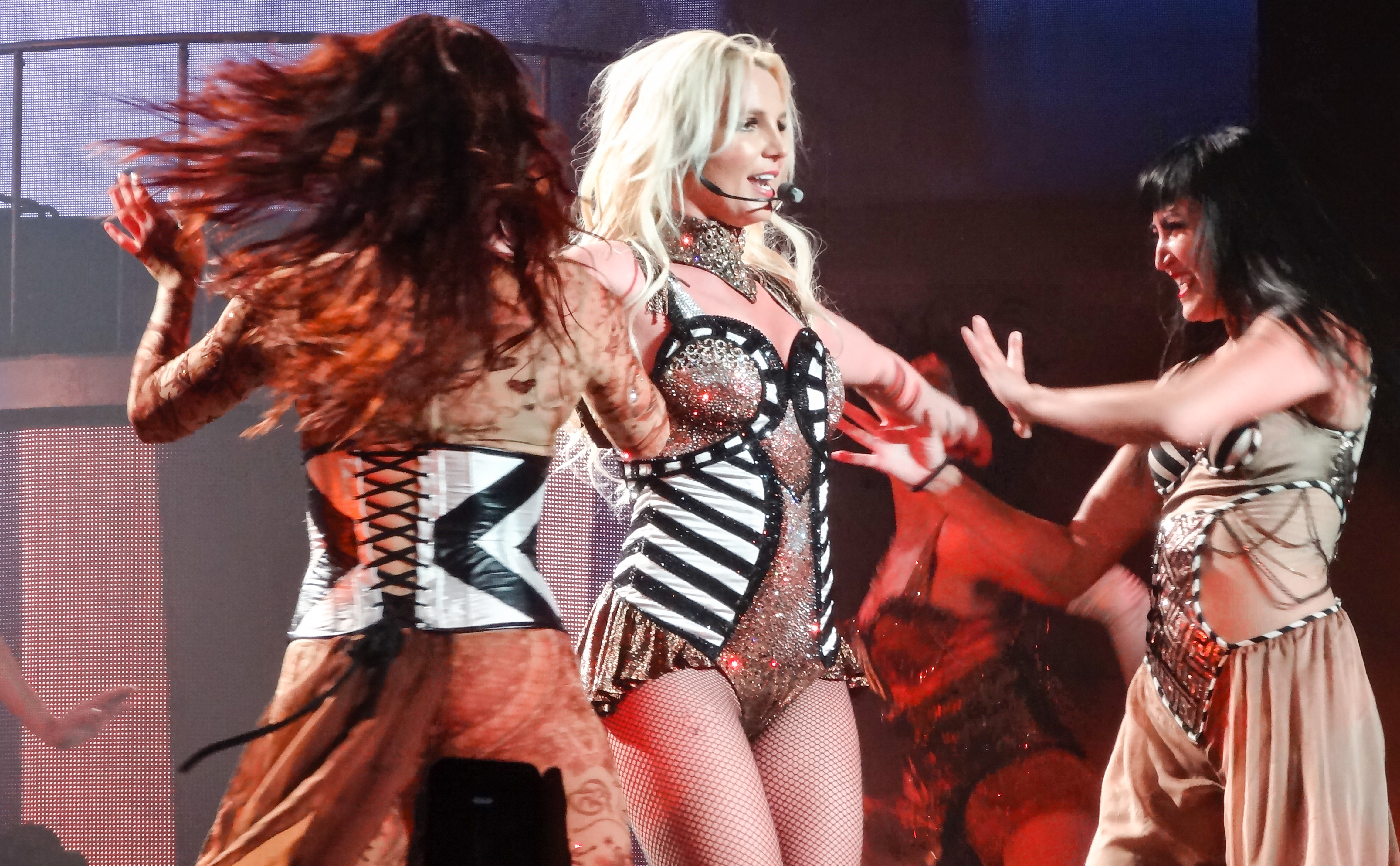
Britney Spears esegue Circus nello show originale.

A febbraio 2017 lo show ha incassato 103 milioni di dollari e venduto più di 700 000 biglietti in tutto, risultando uno degli spettacoli di Las Vegas più di successo.
Numerose celebrità hanno assistito ai concerti: alla serata d'apertura erano presenti Katy Perry, Adam Lambert, Mario López, Selena Gomez, Miley Cyrus e Sia. Nelle serate successive erano presenti Paris Hilton, Nicole Richie, Fergie, Lance Bass, Bruno Mars, Lady Gaga, Shania Twain, Jennifer Lopez, Arnold Schwarzenegger, Steven Tyler, Melissa Joan Hart, Steve Aoki, Skrillex, Beyoncé e Jay-Z, Avril Lavigne, Kesha, Shane Dawson, Nicolas Cage e molte altre personalità dello spettacolo.

## Background e annuncio
Dopo la conclusione del Femme Fatale Tour a dicembre 2011, ci furono molte voci sulla possibile presenza fissa della Spears a Las Vegas con un suo spettacolo. Nel maggio 2013 il Las Vegas Sun confermò che il teatro del Planet Hollywood, il The AXIS Auditorium, venne sistemato e adattato per ospitare uno spettacolo fisso di una famosa popstar americana. Poco dopo fu la stessa Britney, in un'intervista al magazine Shape a confermare le notizie sempre più insistenti su una sua possibile residenza nella città del peccato.
Il 17 settembre 2013 venne ufficialmente annunciata la residenza a Las Vegas durante la diretta del Good Morning America. Il tutto fu fortemente pubblicizzato, anche grazie alla messa in campo di una scenografia nel deserto con più di mille persone, pronte ad accogliere Britney che arrivò a bordo di un elicottero.

## Sviluppo
Lo show viene descritto moderno e con atmosfera da club, perfetto per la città del peccato. Il teatro del Planet Hollywood è stato completamente rinnovato appositamente per gli spettacoli di Britney, realizzando un nuovo palco, nuovi effetti sonori e di illuminazione per circa 20 milioni di dollari. I biglietti per le prime date sono stati resi disponibili dal 20 settembre 2013, con prezzi che variano da 59$ a 179$.
Britney ha voluto descrivere il suo show con queste parole:
"Ci saranno grandi effetti speciali, dall'acqua al fuoco, dalla neve ai coriandoli. Ogni volta che mi esibisco lo faccio nel miglior modo. [...] Sono veramente pronta per tutto questo. Sono pronta sia fisicamente sia mentalmente."
Baz Halpin è il direttore tecnico degli spettacoli, mentre i costumi di scena sono realizzati da Marco Morante. Lo show ha una durata di circa 90-100 minuti, con più di una ventina dei brani più famosi della Spears, inoltre sul palco prendono parte anche 14 ballerini e una band composta da 4 musicisti che suonano dal vivo.

## Curiosità

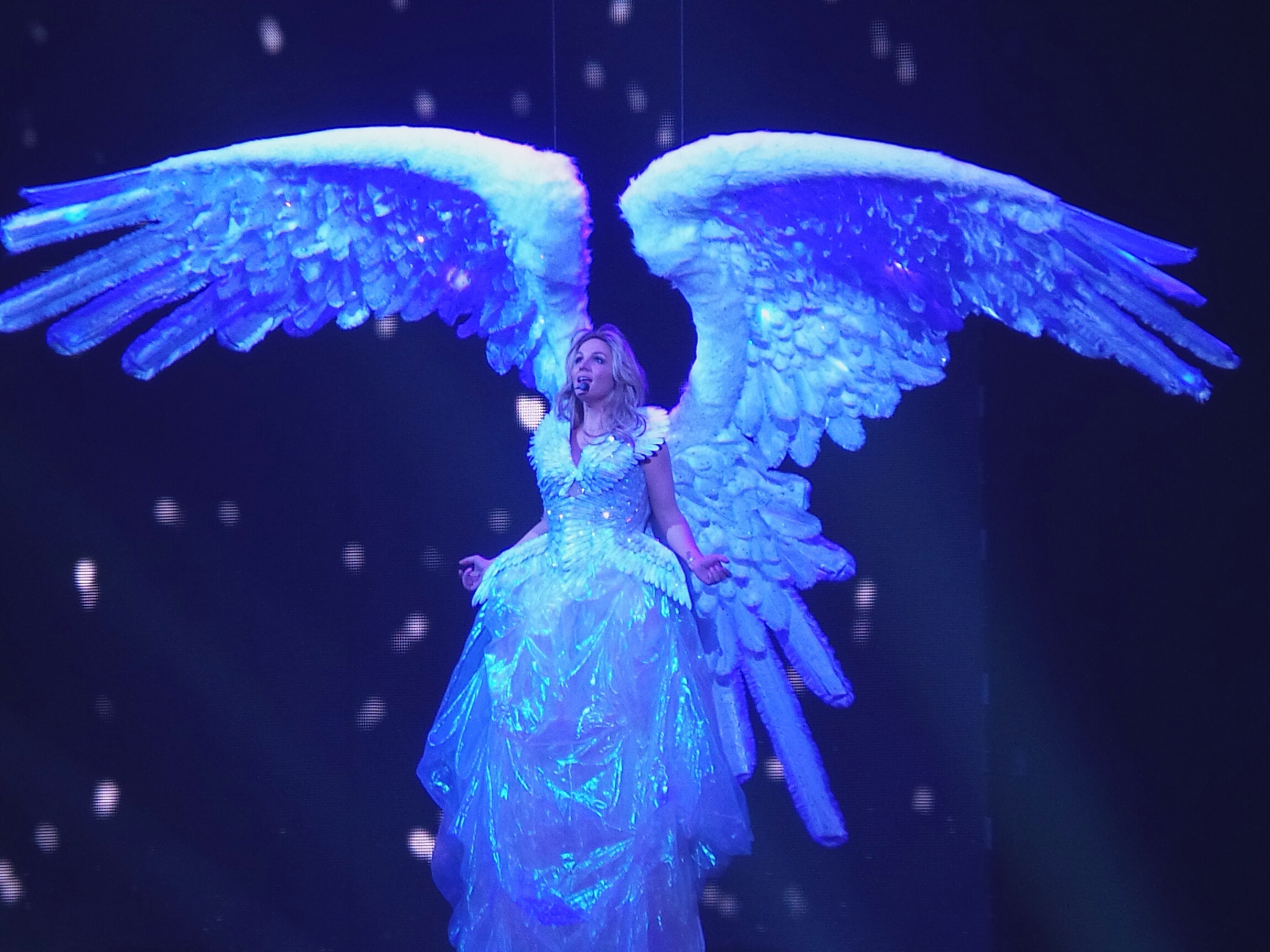
Britney Spears durante Everytime.

- Nei primi show, Britney Spears indossò  tante parrucche con acconciature e tagli diversi. Man mano che il residency andò avanti, le parrucche vennero eliminate e Britney incominciò a esibirsi con i suoi capelli naturali che cambiarono colore varie volte.
- L'abito da angelo che la cantante indossò per eseguire Everytime è l'unico di tutti gli abiti che non venne mai sostituito durante lo svolgimento del residency.
- La gigantesca chitarra elettrica utilizzata nello show rivisitato fu un oggetto scenografico anche nel 2011, durante il The Femme Fatale Tour.
- Dal 2015 il trono sulla fontana mobile di I'm a Slave 4 U venne rimosso e sostituito da un palo, mentre Britney sta in piedi.
- Da agosto del 2015 Lucky venne eseguita sopra un'altalena.
- Con la rivisitazione dello show nel 2016, il secondo e il terzo atto vennero invertiti.

## Sinossi

### Show originale (2013 - gennaio 2016)

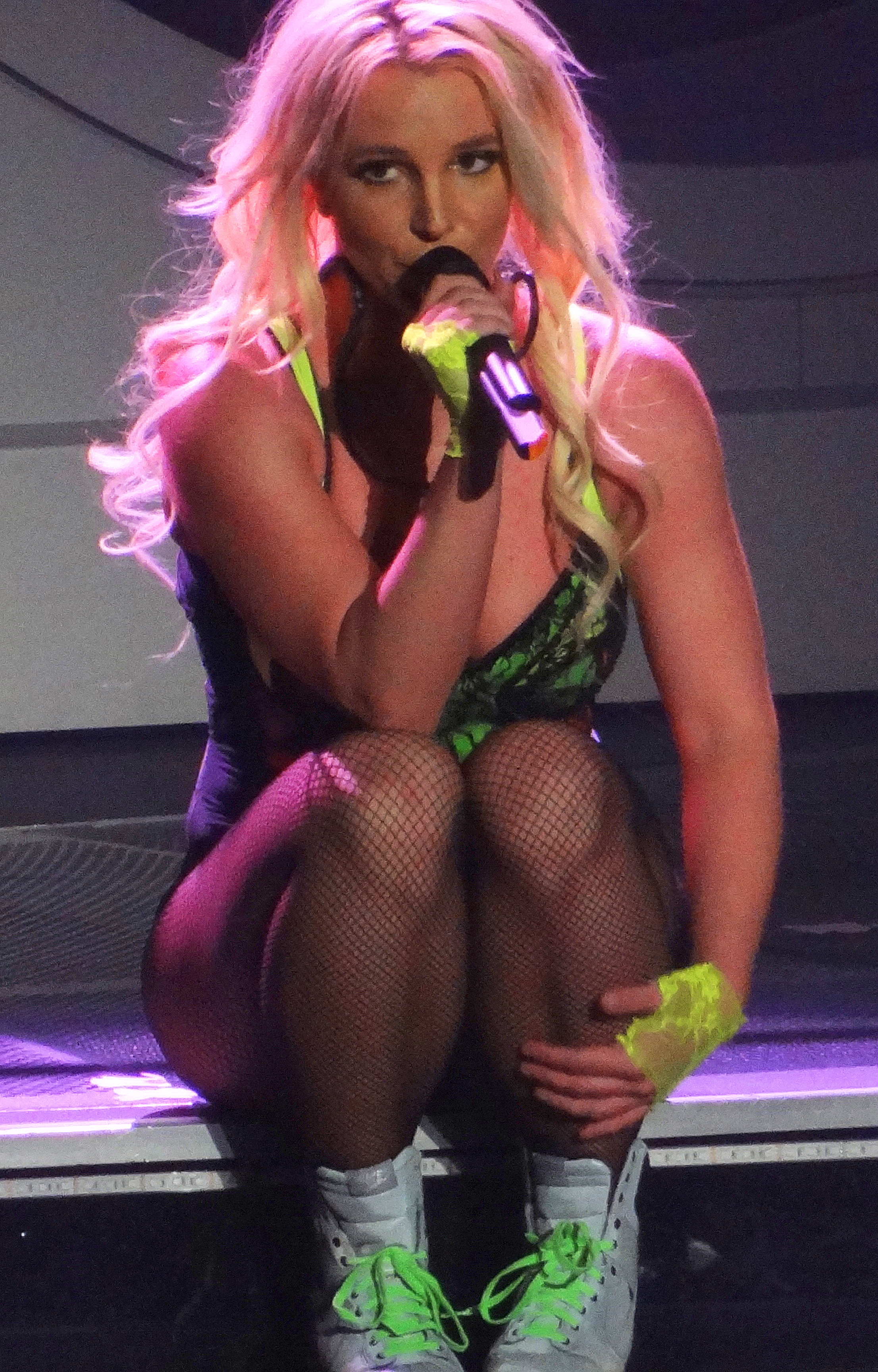
Britney Spears durante Perfume.

Lo show ha inizio con un video proiettato sul sipario del palco, che mostra Britney Spears da bambina nella sua casa in Louisiana, per poi passare a un mix dei suoi video musicali. Quando il video finisce, il sipario si apre e rivela il palco con i ballerini. Britney entra in scena all'interno di una gigantesca sfera e quando quest'ultima si apre, esegue Work B**ch, seguita da Womanizer. In seguito, la cantante dà il benvenuto al pubblico e lo invita a contare fino a tre, per poi eseguire 3. Il brano viene eseguito con delle impalcature a forma di triangolo e delle aste luminose. Quando il brano finisce, viene mostrato un filmato chiamato Angelic. L'artista torna poi in scena vestita da angelo e, sospesa a mezz'aria, esegue Everytime. Successivamente Britney cala a terra e viene circondata dai ballerini, che le tolgono l'abito da angelo lasciandola con una guêpière, per eseguire un medley di ...Baby One More Time e Oops!...I Did It Again. Il terzo atto ha inizio con un altro mix dei video musicali della Spears, per poi passare a Me Against the Music. Il brano viene eseguito con l'ausilio di pareti di legno che ricordano il video musicale. Seguono Gimme More e un medley di Break the Ice e Piece of Me. Durante quest'ultimo, i ballerini imitano dei paparazzi che inseguono l'artista. Si passa poi a Scream & Shout usata come interludio, al termine del quale Britney Spears esegue un remix di Boys, con indosso un abito che si illumina al buio. A partire da agosto del 2015 viene eseguita anche Pretty Girls. Questa sezione è chiusa da Perfume. Il prossimo interludio è Get Naked, tratta da Blackout, al termine del quale Britney, seduta su un trono, e i suoi ballerini entrano in scena all'interno di una fontana mobile per eseguire I'm a Slave 4 U. Per il brano seguente, ossia Freakshow, un fan viene invitato sul palco e fatto gattonare mentre viene sculacciato con un frustino, simulando il BDSM. Durante Do Somethin', viene eseguita una coreografia che include l'uso di tante sedie. Dopo un interludio ispirato a un circo, Britney torna in scena dentro un anello di fuoco con indosso un body, anch'esso a tema circo. Viene eseguita così Circus. In seguito viene eseguita I Wanna Go, con una coreografia che include l'uso di schermi che mostrano l'immagine danzante dell'artista. Quando l'atmosfera si calma, Britney indossa una lunga gonna e si siede su una pedana per eseguire una versione carillon di Lucky. Per l'ultimo atto, la Spears riappare sopra un grande albero ed esegue una versione lenta di Toxic. Dopo il primo ritornello, la cantante si cala dall'albero e atterra sul palco e continua il brano in versione originale. Chiudono lo show un medley di Stronger e (You Drive Me) Crazy e il brano Till the World Ends. Quando quest'ultimo finisce, Britney rientra nella sfera dell'inizio e chiude lo show.

### Show modificato (febbraio 2016-2017)

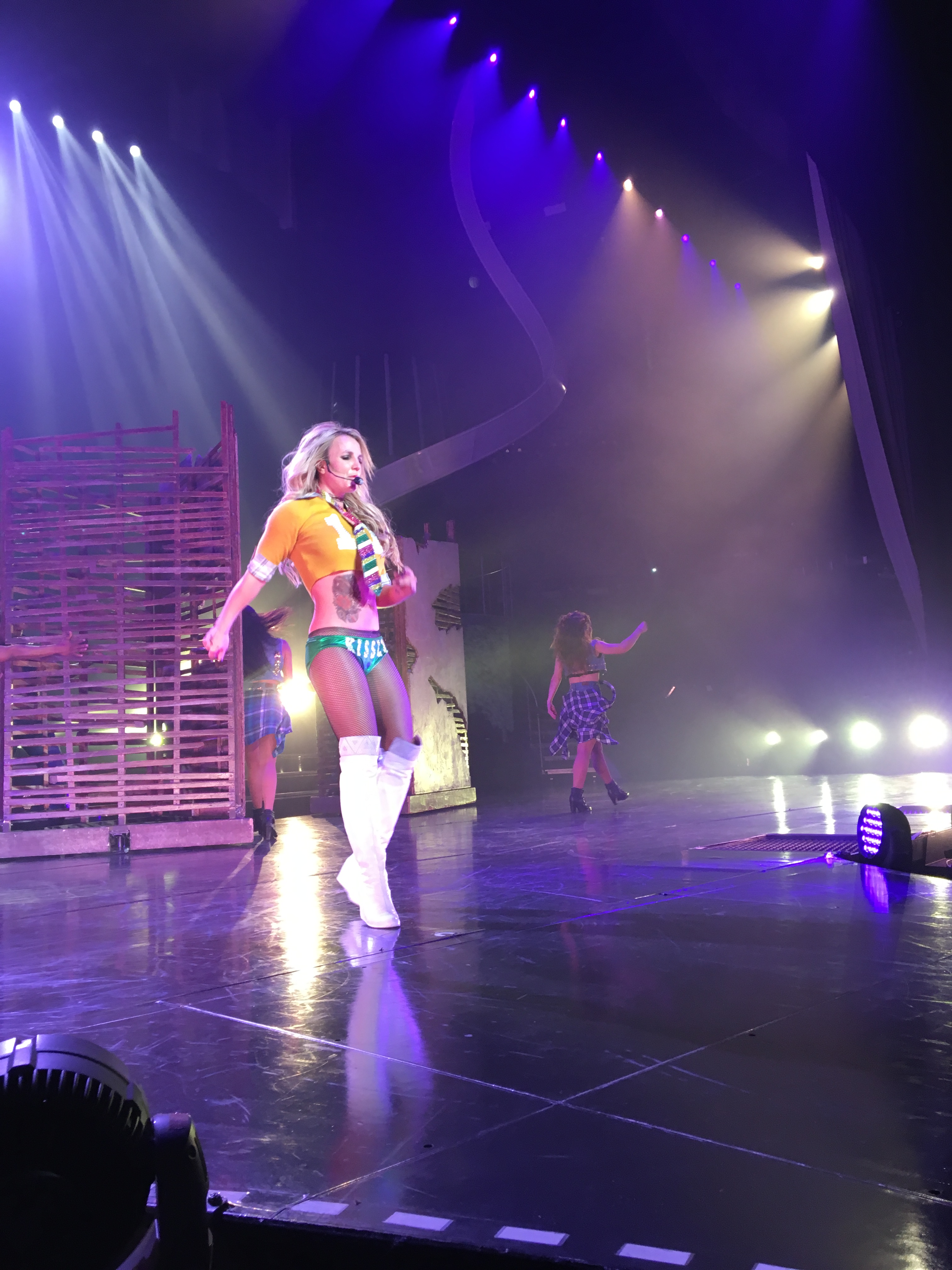
Britney Spears durante Me Against the Music

Lo show ha inizio con il sipario che si apre e una intro, mentre i ballerini vestiti da militari entrano in scena e il palco viene invaso da luci blu. Intanto, su una struttura posta in mezzo al palco, si forma una colonna di fumo. Quando la colonna si dissolve, Britney Spears appare in scena ed esegue Work B**ch, seguita da Womanizer che presenta un nuovo finale remixato. Dopo aver dato il benvenuto al pubblico, la Spears esegue un medley di Break the Ice e Piece of Me per poi sparire dal palco. Viene mostrato in seguito un filmato che riprende vari video della cantante, mentre si può udire Radar (sostituita nel 2017 da Change Your Mind). Al termine del video, Britney riappare in scena ed esegue Me Against the Music con delle pareti di legno che ricordano il video originale. In seguito sale sopra una gigantesca chitarra elettrica ed esegue I Love Rock 'n' Roll. Una volta scesa dalla chitarra, l'artista chiude il secondo atto con Gimme More. Dopo un interludio chiamato Angelic, Britney torna in scena vestita da angelo e, sospesa a mezz'aria, esegue Everytime. Quando il brano termina, la cantante cala a terra e i ballerini la circondano per toglierle il vestito da angelo e lasciarla con una guêpière. Viene così eseguito un medley di ...Baby One More Time e Oops!...I Did It Again. Il quarto atto è introdotto da Scream & Shout. Britney torna poi sul palco ed esegue un remix di Boys. A questo punto, da agosto del 2016, viene eseguita Do You Wanna Come Over? con la scenografia utilizzata precedentemente per 3. Successivamente parte un mix di alcune canzoni di Missy Elliot, ossia Work It, Get Ur Freak On e WTF , durante il quale viene eseguita una breve coreografia. Questo atto si chiude con Pretty Girls (non più eseguita dal 17 agosto 2016). In seguito Get Naked viene usata come interludio, al termine del quale la Spears torna in scena con i ballerini all'interno di una fontana mobile per eseguire I'm a Slave 4 U. Sempre da agosto del 2016, a questo punto viene eseguita Make Me.... Durante Freakshow un fan viene invitato sul palco e fatto gattonare mentre viene sculacciato con un frustino, simulando il BDSM. Al termine del brano la Spears regala al fan una maglietta autografata da lei. Durante Do Somethin viene eseguita una coreografia che include l'uso di tante sedie. Dopo un interludio ispirato a un circo, Britney Spears riappare sul palco all'interno di un anello di fuoco e, vestita da domatrice, esegue Circus. Un cambio d'abito e viene eseguita If U Seek Amy, al termine della quale appare la scritta "CIRCUS" sopra dei piccoli schermi. Seguono Breathe On Me e Slumber Party (quest'ultima da novembre del 2016). Durante Slumber Party, l'artista indossa una vestaglia bianca e sugli schermi viene proiettato il video musicale. Per Touch Of My Hand, la Spears balla con due uomini a petto nudo. L'ultimo atto incomincia con un interludio chiamato Jungle Fever. Dopodiché, Britney appare sopra un albero gigante ed esegue Toxic in versione lenta. Dopo il primo ritornello, si cala giù dall'albero e continua la canzone in versione originale. Chiudono lo show un medley di Stronger e (You Drive Me) Crazy e il brano Till the World Ends, al termine del quale la cantante e i ballerini lasciano il palco, mentre vengono sparati in aria dei fuochi d'artificio e il sipario si chiude.

## Piece of Me Tour
Nel 2017 Britney Spears decise di portare lo show di Piece of Me fuori da Las Vegas, sotto forma di tour.
Quest'ultimo, chiamato inizialmente Britney: Live in Concert, incominciò a Tokyo il 3 giugno 2017 e dopo qualche altra data in Asia si fermò a Tel Aviv il 3 luglio 2017.
Poi, dopo una forte richiesta, il tour venne esteso anche in Nord America e in Europa con due leg nell'estate del 2018 venendo ribattezzato Piece of Me Tour.

## Trasmissione e registrazioni
Il 27 maggio 2015, Britney Spears ha eseguito Pretty Girls insieme con Iggy Azalea. La performance è stata mostrata in diretta televisiva alla serata dei Billboard Music Awards.
Nell'agosto del 2016, due performance tratte dallo show, ossia Do You Wanna Come Over? e Make Me..., vennero mostrate al Today Show, un talk show americano.
Il 27 dicembre 2017, le performance di Work B**ch e Toxic  vennero registrate e mostrate in televisione quattro giorni dopo al Dick Clark's New Year's Rockin Eve, un evento di capodanno che si tiene a New York.

## Riconoscimenti

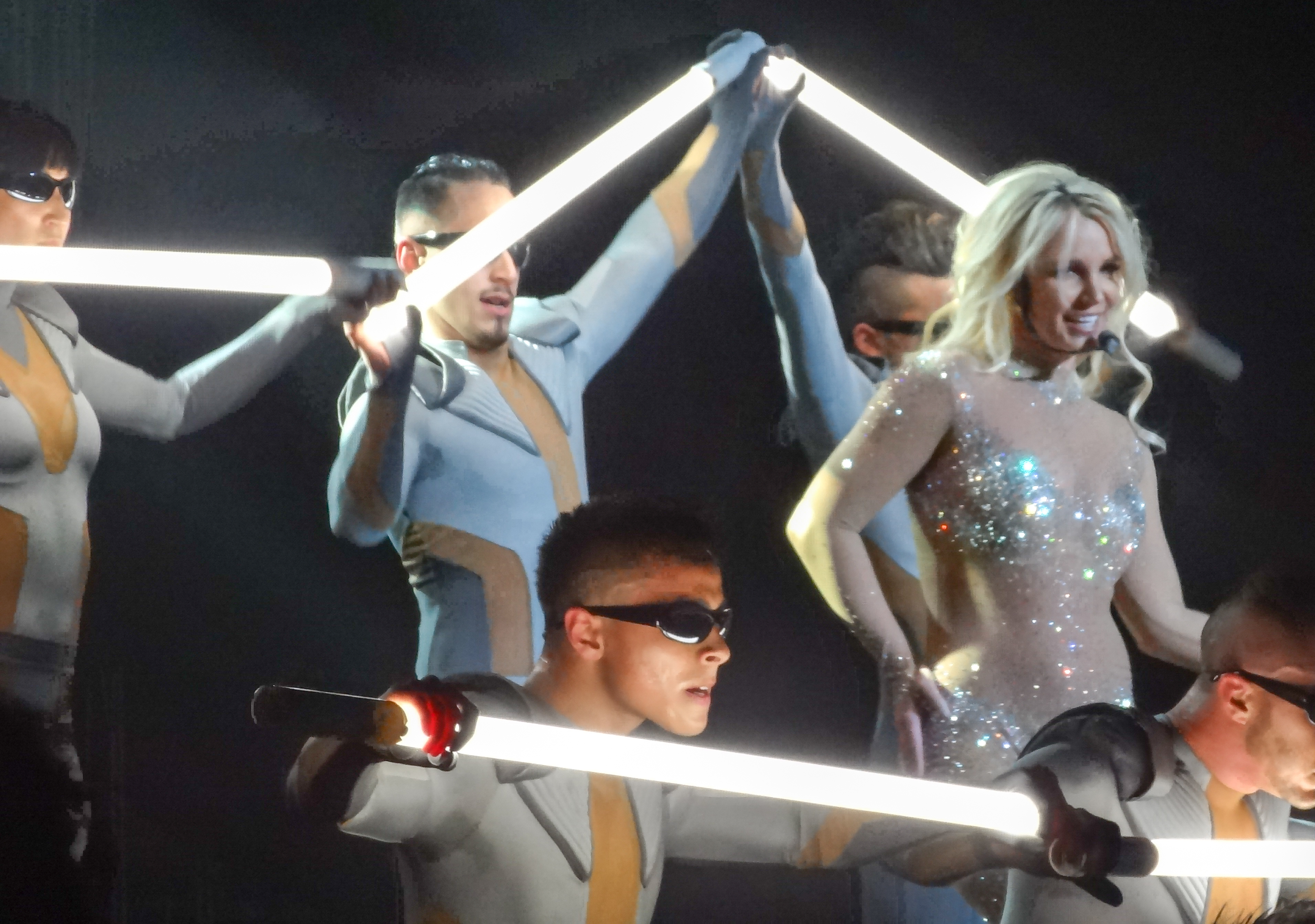
Britney Spears durante 3.

Grazie al successo dello spettacolo, gli incassi del Planet Hollywood hanno avuto un incremento di 20 milioni di dollari all'anno, inoltre la Spears ha ridato fama e pubblicità alla struttura stessa. Britney e il suo spettacolo hanno inoltre avuto un ruolo di rivitalizzazione della città di Las Vegas, attraendo molti giovani e migliorando di conseguenza la vita notturna della città stessa. Nel 2014 la società Caesars Entertainment ha indetto il "Britney Day" il 5 novembre, riconoscendo a Britney e al suo spettacolo i grandi successi ottenuti.
Sia per il 2015 sia per il 2016 lo show è stato votato dal pubblico come Best Of Las Vegas nella categoria di "miglior spettacolo d'intrattenimento". Nel novembre 2017 lo show ha invece vinto tutti i quattro premi in cui era stato nominato negli "Best of Las Vegas 2017 Awards", vale a dire Best Resident Perfomer, Best Production Show, Best Bacherolette e Best Bachelor Party.

## Setlist

### Show originale (Dicembre 2013 – Gennaio 2016)
0. " The Britney Army " ( Intro )
1. "Work B**ch"
2. "Womanizer"
3. "3"

"Angelic" (interlude)
1. "Everytime"
2. Medley:"...Baby One More Time"/Oops!... I Did It Again"
3. "Me Against the Music"
4. "Gimme More"
5. Medley:"Break the Ice"/"Piece of Me"

"Scream & Shout  (Interlude)
1. "Boys" (Remix)
2. "Pretty Girls" (eseguita dal 5 agosto 2015)
3. "Perfume"

"Get Naked" (interlude)
1. "I'm a Slave 4 U"
2. "Freakshow"
3. "Do Somethin'"

"Magic Tricks" (interlude)
1. "Circus"
2. "I Wanna Go" (non più eseguita dal 5 agosto 2015)
3. "Lucky"

"Jungle Fever" (interlude)
1. "Toxic"
2. Medley:"Stronger"/"Crazy"
3. "Till the World Ends (contiene elementi di "Work Bitch")"

Modifiche della scaletta e ospiti
- In alcuni show del 2014 venne eseguita Alien, che sostitui' Perfume o certe volte Do Somethin'.
- Dal 5 agosto 2015, I Wanna Go non venne più eseguita e nel quarto atto venne aggiunta Pretty Girls, anche se quest'ultima venne eseguita per la prima volta il 27 maggio 2015, insieme con Iggy Azalea.

### Show modificato (Febbraio 2016 – Dicembre 2017)
"Army French Intro (contiene elementi di Gimme More e Magic Tricks)"
1. "Work B**ch"
2. "Womanizer"
3. Medley:"Break the Ice"/"Piece of Me"

"Radar (interlude; sostituita nel 2017 da "Change Your Mind")"
1. "Me Against the Music"
2. "I Love Rock 'n' Roll"
3. "Gimme More"

"Angelic (interlude)"
1. "Everytime"
2. "Medley: ...Baby One More Time/Oops!...I Did It Again

"Scream & Shout"  (Interlude)
1. "Boys" (Remix)
2. "Do You Wanna Come Over?" (da agosto del 2016)
3. "Dance Break: Work It (Missy Elliott)" / "Get Ur Freak On" / "WTF
4. "Pretty Girls" (non più eseguita dal 17 agosto 2016)

"Get Naked" (Interlude)
1. "I'm a Slave 4 U"
2. "Make Me... (da agosto del 2016)
3. "Freakshow"
4. "Do Somethin'"

"Magic Tricks (interlude)"
1. "Circus"
2. "If U Seek Amy"
3. "Breathe on Me"
4. "Slumber Party" (da novembre del 2016)
5. "Touch of My Hand"

"Jungle Fever (interlude)"
1. "Toxic"
2. Medley:"Stronger"/"(You Drive Me) Crazy"
3. "Till the World Ends"

Modifiche della scaletta e ospiti
- A partire dagli show del 2017, la colonna sonora del primo interludio, Radar, venne sostituita da Change Your Mind, tratta da Glory .
- Make Me... e Do You Wanna Come Over? vennero aggiunte ad agosto 2016. Sempre da agosto, più precisamente il 17, Pretty Girls non venne più eseguita.[13]
- Il 21 ottobre 2016 salì sul palco a sorpresa il rapper G-Eazy che, insieme con Britney, cantò Make Me... e Me, Myself & I.[14]
- Slumber Party venne aggiunta il 16 novembre 2016.[15]
- Il 25 gennaio 2017 Tinashe salì sul palco e si unì a Britney nell'esibizione di Slumber Party.[16]
- Il 19 agosto 2017 ha proposto dal vivo una cover di Something to Talk About di Bonnie Raitt.[17]

## Date degli show
| 916.174 / 1.077.639 (85.1%) |
| --------------------------- |

| $137.207.234 |
| ------------ |